# Elias Jammal
Elias Jammal (* 1954 in Beirut, Libanon) ist ein deutscher Hochschullehrer palästinensischer Herkunft und Autor literarischer Texte. Er war von 1998 bis 2016 Professor für interkulturelle Studien an der Hochschule Heilbronn.

## Leben
Jammal wurde 1954 in Beirut geboren als Sohn palästinensischer Eltern, die 1948 aus Palästina vertrieben worden waren und in den Libanon flohen. Er besuchte in Beirut die Primarschule für palästinensische Flüchtlingskinder, danach besuchte er die Sekundarschule des Hilfswerks der Vereinten Nationen für Palästina-Flüchtlinge im Nahen Osten (UNRWA). Wegen der Armut seiner Eltern verließ er die Schule nach der mittleren Reife und absolvierte eine Berufsausbildung – ebenfalls für palästinensische Flüchtlingskinder – der Radio- und Fernsehtechnik.
Aufgrund seiner guten Leistung erhielt er ein Stipendium, das es ihm ermöglichte, in Deutschland eine zweijährige Fortbildung zum technischen Lehrer zu absolvieren (1974–1976). Wegen des libanesischen Bürgerkriegs konnte er nicht in den Libanon zurückkehren. Er besuchte die Schule und erhielt die Berechtigung zum Hochschulstudium. Von 1980 bis 1985 absolvierte er das Studium der Philosophie, Kunstgeschichte und Physik an der Ruprecht-Karls-Universität Heidelberg mit Abschluss Magister Artium (M.A.).
Anschließend arbeitete er als Programmleiter für Entwicklungshilfe bei der Deutschen Stiftung für Internationale Entwicklung in Mannheim. Er absolvierte danach ein M.B.A.-Studium in England und gründete das Institut für Entwicklungszusammenarbeit (IEZ) in Heidelberg. Im Jahre 1997 wurde er promoviert (Dr. phil.) und 1998 zum Professor berufen. Von 1998 bis 2016 lehrte er an der Hochschule Heilbronn und trat 2017 in den vorzeitigen Ruhestand. Er lebt in Berlin.
Als Literat ist er 2013 mit seinem Erstlingswerk, dem autobiographischen Roman Aufwachen in der Welt hervorgetreten. Seither veröffentlichte er auch eine Sammlung von Kurzgeschichten (Mundbühnen) und eine Sammlung von kurzen, episodischen Texten (Inwendig).

## Veröffentlichungen (Auswahl)
- Kultur und Interkulturalität. Interdisziplinäre Zugänge. Springer VS, Wiesbaden 2014.
- mit Ulrike Schwegler: Interkulturelle Kompetenz im Umgang mit arabischen Geschäftspartnern: Ein Trainingsprogramm. transcript, 2007.
- Aufwachen in der Welt. Lau Verlag, 2013, ISBN 978-3-941400-45-0.
- Mundbühnen. Andiamo Verlag, 2014, ISBN 978-3-936625-56-1.
- Inwendig. epubli, 2018, ISBN 978-3-7467-8350-5.